# Storia di Tricarico

## Storia
Il sito attuale è al centro di una vasta area nella quale numerosi sono i siti grandi e piccoli costruiti dagli Osci, antichi abitanti dell'area nord dell'attuale Basilicata. Nel corso di scavi in prossimità del monastero di Santa Maria delle Grazie (nel rione cappuccini) sono venute alla luce alcune tombe datate tra il VI ed il V secolo a.C. che fanno ritenere plausibile l'esistenza di un nucleo abitato, "satellite" della città ubicata sulla vicina Serra del Cedro.
La prima notizia documentata sulla città risale all'849, epoca nella quale Tricarico è indicata come cittadella fortificata longobarda inclusa nel gastaldato di Salerno.

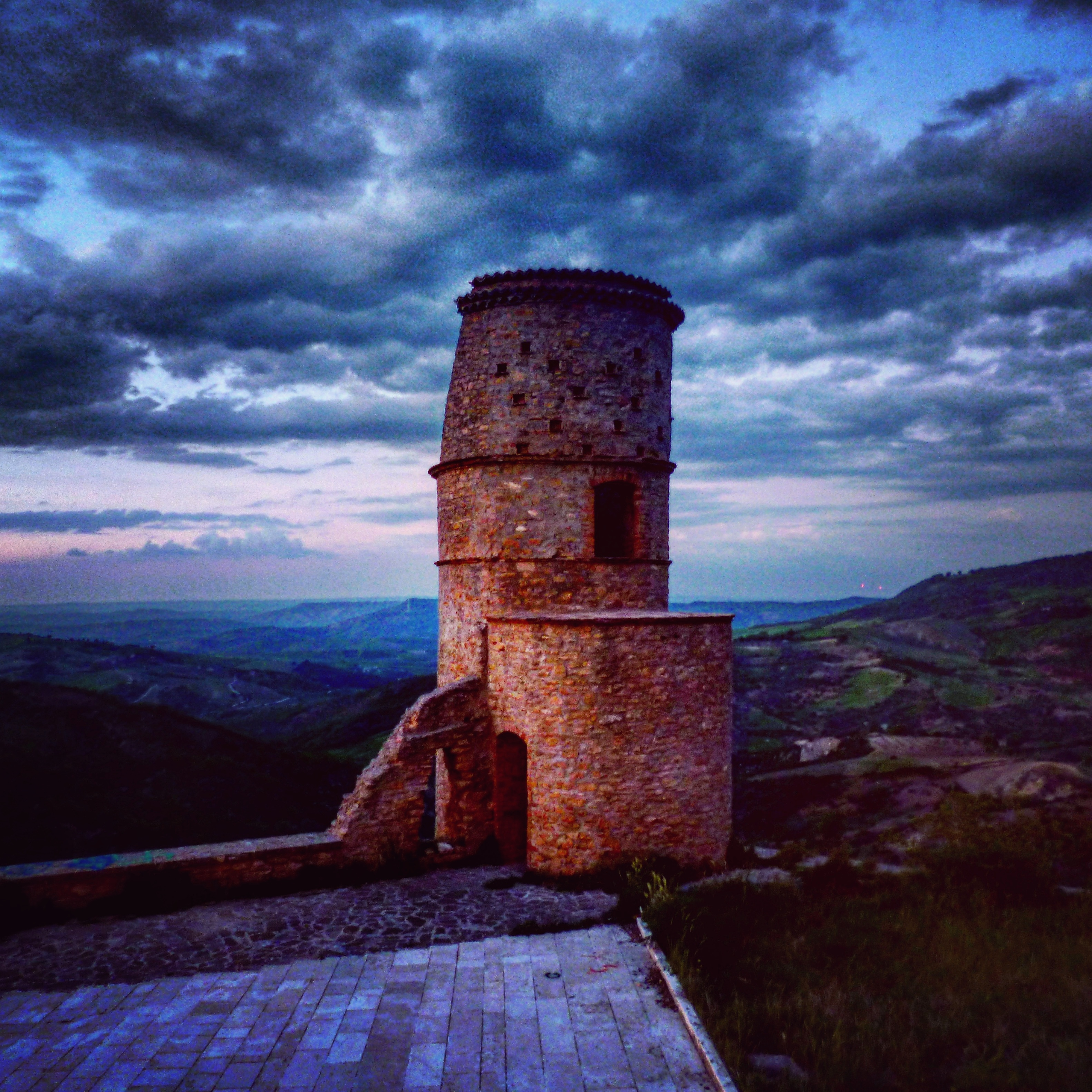
Tricarico, la torre saracena

Gli arabi si insediarono stabilmente a Tricarico tra il IX ed il X secolo tanto da incidere profondamente nel tessuto urbano, una parte del quale è stato realizzato con le caratteristiche tipiche della qasba. Sia la Ràbata che la Saracena presentano evidenti tracce della matrice araba.
Non vi sono notizie circa la sorte degli arabi con l'avvento dei bizantini ma la presenza di due quartieri di cui uno (la Ràbata) prettamente residenziale, fa ritenere che essi si fossero integrati con il resto della popolazione, probabilmente perdendo, negli anni, anche la connotazione religiosa islamica..
Per quanto non sia possibile stabilire in che data i bizantini si siano sostituiti agli arabi, un dato certo è che nel 968 la città era sotto il dominio di Bisanzio.
In tale data, infatti, un documento a firma di Niceforo Foca, imperatore di Bisanzio, dà mandato al patriarca di Costantinopoli, Polieucte di conferire al vescovo di Otranto la potestà di consacrare i vescovi delle sedi suffraganee di Tricarico, Tursi, Acerenza, Gravina e Matera.
Non vi sono notizie circa la serie di vescovi di rito greco, la cronotassi inizia dal 1060, con il passaggio al rito latino.
Altri 2 documenti bizantini risalgono all'anno 1002 e 1023 e testimoniano un lungo periodo di dominazione che si concluderà nel 1048 con l'avvento dei normanni. La dominazione bizantina ha inciso profondamente nella cultura tricaricese tanto che, nonostante il passaggio della diocesi al rito latino, come detto, nel 1060, la messa ha continuato ad essere celebrata secondo il rito greco fino alla prima metà del Duecento.
Nel 1048, come accennato, la città viene presa dai normanni a seguito di una cruenta battaglia svoltasi alle porte della città. Nel 1080 vi fa il suo ingresso Roberto il Guiscardo per riprendersi il feudo sottrattogli dal nipote ribelle.
Nel 1143 Tricarico è contea autonoma, governata dal conte Gosfrido e da sua moglie Adelaia.
Successivamente entra tra i domini della famiglia Sanseverino, dando così vita al ramo dei conti di Tricarico.
I Sanseverino manterranno la titolarità del feudo quasi ininterrottamente fino al 1605, epoca nella quale, quasi in concomitanza dell'estinzione della linea maschile della casata, esso viene messo all'asta per volontà del re di Napoli. La vendita viene giustificata per la necessità di ripianare il pesante debito familiare ma in realtà è l'occasione per sottrarre alla famiglia il suo feudo più importante da un punto di vista economico e politico.
In quest'epoca la città di Tricarico è un fiorente centro al massimo della sua espansione che conta circa 11-12 000 abitanti con un vasto territorio ricco di acque, con estese coltivazioni di cereali e di olivo e una consistente presenza di allevamenti di bovini, ovi-caprini e suini.
Il feudo viene acquistato da Francesco Pignatelli, 2º duca di Bisaccia, per 54000 ducati e rivenduto alla fine dello stesso anno al genovese Alessandro Ferrero.
Prima costui e poi il figlio Giovanni tengono il feudo fino al 1631, anno nel quale viene ceduto per 94000 ducati ad Ippolito Revertèra, duca della Salandra, che nell'occasione trasferirà la sua residenza da Miglionico a Tricarico nel castello che da allora è conosciuto come Palazzo Ducale. La famiglia Revertèra terrà il feudo fino alla soppressione della feudalità. Le vicende storiche più recenti sono legate alle figure di Rocco Scotellaro e del vescovo Raffaello Delle Nocche.
Negli anni della seconda guerra mondiale, tra il 1940 e il 1943, Tricarico fu uno i comuni lucani in cui furono confinati profughi ebrei in internamento civile; furono tutti liberati con l'arrivo dell'esercito alleato nel settembre 1943.